# Софія Ковалевська (фільм, 1956)
«Софія Ковалевська» (рос. «Софья Ковалевская») — радянський фільм-спектакль 1956 року. Екранізація п'єси Петра Рижея і Леоніда Тубельського (брати Тур), поставленої Ленінградським театром комедії.

## Синопсис
Фільм докладно розкриє таємниці біографії знаменитої російської жінки-вченого Софії Ковалевської. Вона була першою і найкращою серед професорів жіночої статі в російській академії. Її внесок у розвиток вітчизняної та світової математики складно переоцінити. Та передовсім вона була живою людиною, і крім наукової діяльності їй були не чужі й усі земні чесноти та пороки.

## У ролях
- Олена Юнгер — Софія Ковалевська
- Лев Колесов — Володимир Ковалевський
- Тамара Сезеневська — Анна, сестра Софії
- Володимир Усков
- Бруно Фрейндліх — Клаус фон Шведліц
- Євгенія Волкова
- Павло Суханов
- Галина Русецька
- Олександр Жуков
- Зінаїда Афанасенко
- Ольга Порудолинська
- Григорій Шмойлов
- Абрам Зінковський
- Гліб Флоринський
- Сергій Петров